# 大好き!東京ゲスト10
『大好き！東京ゲスト10』（だいすき!とうきょうゲストテン）は、TBS（旧法人）（現・TBSテレビ）で2000年4月2日から2001年9月30日まで毎週日曜日の10:00～11:24（JST）に放送されていたトークバラエティ番組・情報番組。TBS以外では、北海道放送（HBC）やテレビユー福島（TUF）、あいテレビ（ITV）でも放送が行われた。

## 概要
司会は爆笑問題（太田光・田中裕二）が担当。その他の出演者に高田純次、進行役はTBSアナウンサー・小倉弘子が務めた。
毎回、ゲストの芸能人2組が東京を中心とした、観光スポット・グルメ・レジャーなどをランキング形式で紹介していた。
本番組は2001年9月に終了したが、同年10月7日から、爆笑問題を引き続き司会に起用し、ニュース中心の内容にリニューアルした情報バラエティ番組『サンデージャポン』が放送を開始。後に毎日放送（MBS）・中部日本放送（CBC）をはじめ、全国にネット局を拡大している。

## 備考
- 小倉は前番組『炸裂!スポーツパワー』から続投してのレギュラーで、『サンデージャポン』でも短期間ではあるが初代アシスタントとして出演していた。
- 2000年7月から2001年3月までは女性アイドル6人（小野真弓・高以亜希子・浅見れいな他）がリポーターとして出演。太田に「旧田中派」（きゅうたなかは）というユニット名を付けられた。

## スタッフ
- ナレーター：広中雅志、バッキー木場
- 制作協力：TBS-V
- AP：牧田桂子
- 演出/ディレクター：神野基彦、神田祐子、日山裕文、山口伸一郎
- チーフディレクター：太田淳一
- プロデューサー：正木敦
- 制作：TBSエンタテインメント（現・TBSテレビ）
- 製作著作：TBS